# Circuito del Jarama
Circuito del Jarama är en racerbana 29 kilometer norr om Madrid i Spanien.
Jaramabanan designades av John Hugenholtz, som även designat Suzuka Circuit i Japan, och byggdes 1967. Den var från början 3 404 meter lång men förlängdes i början av 1990-talet till 3 849 meter. Jaramabanan har bland annat använts för Spaniens Grand Prix i formel 1 vid elva tillfällen.

## F1-vinnare
| Säsong | Förare             | Tillverkare   |
| ------ | ------------------ | ------------- |
| 1981   | Gilles Villeneuve  | Ferrari       |
| 1980   | Alan Jones         | Williams-Ford |
| 1979   | Patrick Depailler  | Ligier-Ford   |
| 1978   | Mario Andretti     | Lotus-Ford    |
| 1977   | Mario Andretti     | Lotus-Ford    |
| 1976   | James Hunt         | McLaren-Ford  |
| 1974   | Niki Lauda         | Ferrari       |
| 1972   | Emerson Fittipaldi | Lotus-Ford    |
| 1970   | Jackie Stewart     | March-Ford    |
| 1968   | Graham Hill        | Lotus-Ford    |
| 1967   | Jim Clark          | Lotus-Ford    |